# Apjohnite
La apjohnite è un minerale appartenente al gruppo dell'alotrichite.